# Montaigu-Vendée
Montaigu-Vendée község Franciaország Loire mente régiójában, Vendée megyében. Új községként 2019. január 1-jén jött létre Boufféré, La Guyonnière, Montaigu, Saint-Georges-de-Montaigu és Saint-Hilaire-de-Loulay korábbi községek egyesítésével. Lakosainak száma 20 754 fő (2022. január 1.).

## Népesség
| Lakosok száma | 20 126 | 20 229 | 20 424 | 20 578 | 20 605 | 20 754 |
|               | 2017   | 2018   | 2019   | 2020   | 2021   | 2022   |